# 쇠검은머리쑥새
쇠검은머리쑥새(학명: Emberiza yessoensis 엠베리자 위엣소엔시스[*])는 멧새과 멧새속에 딸린 새의 일종이다.
온대기후 지역의 화본초원과 늪지에 서식한다. 서식지 파괴로 위협받고 있다.